# (4983) Schroeteria
(4983) Schroeteria es un asteroide perteneciente al cinturón de asteroides, descubierto el 11 de septiembre de 1977 por Nikolái Stepánovich Chernyj desde el Observatorio Astrofísico de Crimea (República de Crimea).

## Designación y nombre
Designado provisionalmente como 1977 RD7. Fue nombrado Schroeteria en honor al astrónomo alemán Johann Hieronymus Schroeter que también fue fabricante de telescopios. 

## Características orbitales
Schroeteria está situado a una distancia media del Sol de 2,322 ua, pudiendo alejarse hasta 2,388 ua y acercarse hasta 2,256 ua. Su excentricidad es 0,028 y la inclinación orbital 1,896 grados. Emplea 1292 días en completar una órbita alrededor del Sol.

## Características físicas
La magnitud absoluta de Schroeteria es 13,4. Tiene 4,923 km de diámetro y su albedo se estima en 0,273.